# 薩默塞特 (紐約州)
薩默塞特（英語：Somerset）是一個位於美國紐約州尼亞加拉縣的鎮。

## 人口
根據2020年美國人口普查的數據，薩默塞特的面積為96.27平方千米，當中陸地面積為96.11平方千米，而水域面積為0.16平方千米。當地共有人口2597人，而人口密度為每平方千米27人。